# رود ماسک
رود ماسک (به انگلیسی: Mosque River) یک آب‌گذر در کانادا است که در بریتیش کلمبیا واقع شده‌است.